# Isabelle Cahn
Pour les articles homonymes, voir Cahn.
Isabelle Cahn, née en mai 1954, historienne de l'art, spécialiste de la seconde moitié du XIXe siècle et du début du XXe siècle, est conservatrice générale honoraire des peintures au musée d'Orsay.

## Biographie
Isabelle Cahn est diplômée de l'Université Parix X-Nanterre, de l’École du Louvre et de l'Institut National du Patrimoine (INP). Elle est commissaire d'expositions.
Parmi les commissariats d'expositions qu'elle a assurés en France et à l'étranger, les plus récents ou en cours sont :
- "Bonnard et le Japon" (titre provisoire), Aix-en-Provence, Hôtel de Caumont (2024)
- "Pierre Bonnard : designed by India Mahdavi", Melbourne, National Gallery Victoria (2023)
- "Marcel Proust, du côté de la mère", musée d'art et d'histoire du Judaïsme", (2022)
- "Bonnard, les couleurs de la lumière" au Musée de Grenoble (2021)
- "Maurice Denis. Amour" au Musée cantonal des Beaux-Arts de Lausanne (2021)
- "Félix Fénéon et les arts lointains"  au musée du quai Branly, "Félix Fénéon, les temps nouveaux", au musée de l'Orangerie et au Museum of Modern Art de New York (2019-2020) ;
- "Les Nabis et le décor", au musée du Luxembourg (2019).
- "Affinités japonaises. Vers le décor moderne" au Louvre Abu-Dhabi (2018) ;
- "Pierre Bonnard, l'éternel été" au National Art Center à Tokyo (2018)
- "Les Nabis. Le murmure et le fracas" au Mitsubishi Ichigokan Museum à Tokyo (2017)
- "Le triomphe de la couleur", Banco do Brasil à Sao Paulo et Rio de Janeiro (2016)
- "Hommage à Zeïneb et Jean-Pierre Marcie-Rivière", musée d'Orsay (2016)
- "Pierre Bonnard. Peindre l'Arcadie" musée d'Orsay, Fondation Mapfre à Madrid, Legion of Honor/Fine Arts Museum à San Francisco (2015-16)
- "Van Gogh/Artaud. Le suicidé de la société", musée d'Orsay (2014)
- "Félix Vallotton. Le feu sous la glace", Grand-Palais, Paris, Van Gogh Museum Amsterdam, Mitsubishi Ichigokan Museum à Tokyo (2014-15)
- "Une passion française. La collection de Spencer et Marlene Hays[1]" musée d'Orsay (2013)

Directrice scientifique de plusieurs catalogues d'exposition, elle est auteure de nombreux ouvrages, essais, notices et articles sur l'art de la fin du XIXe siècle et du début du XXe siècle et, plus particulièrement sur les artistes impressionnistes et post-impressionnistes.
Elle est membre de l'ICOM depuis 1987.
Elle est représentante de l’État au conseil scientifique du Musée d'Art et d'Histoire du judaïsme (MAHJ).

## Distinction
- Officier de l'ordre des Arts et des Lettres

## Principaux ouvrages
- Bonnard[2]
- Marcel Proust, du côté de la mère[3]
- Les décorations impressionnistes[4]
- Bonnard, les couleurs de la lumière[5]
- Maurice Denis. Amour[6]
- Félix Fénéon. Critique, collectionneur, anarchiste[7]
- Les Nabis et le décor[8]
- Van Gogh/Artaud. Le suicidé de la société[9]
- Bonnard, les jardins. Rouen[10], éditions des Falaises
- Isabelle Cahn (dir.), Guy Cogeval (dir.), Marie Robert (dir.), Mathias Auclair et al., Misia reine de Paris : [exposition, Paris, Musée d'Orsay, 12 juin-9 septembre 2012, Le Cannet, Musée Bonnard, 13 octobre 2012-6 janvier 2013], Paris, Gallimard, 2012, 192 p. (ISBN 978-2-07013819-7, BNF 42698826)
- La Collection Marlene et Spencer Hays : Une passion française, éd. Musée d'Orsay/Skira Flammarion, 2013,  (ISBN 978 2 08129 954 2)
- Comment regarder Monet[11]. Paris, éditions Hazan
- Ambroise Vollard, un marchand d'art et ses trésors[12]. Paris, Gallimard/RMN, coll. « Découvertes Gallimard/Arts » (no 510)[13]
- Le Douanier Rousseau, naïf ou moderne[14] ? Paris, éditions À propos
- L’impressionnisme ou l’œil naturel[15].Paris, éditions du Chêne
- Abcdaire de Gauguin. Paris, Flammarion
- Chronologie du XIXe siècle[16], en collaboration avec Pierre Wat et Dominique Lobstein. Paris, Flammarion
- Manet : Natures mortes[17]. Paris, Gallimard/RMN, coll. « Découvertes Gallimard Hors série »
- Les Nus de Renoir[18]. Paris, Assouline
- Cézanne. Paris, Somogy[19], Londres, Cassell
- Abécédaire de Cézanne[20]. Paris, Flammarion
- Gauguin et le mythe du sauvage[21]. Paris, Flammarion
- Cadres de peintres[22]. Paris, Hermann, R.M.N.